# Actia nitidiventris
Actia nitidiventris là một loài ruồi trong họ Tachinidae.